# 江头公园
江头公园是福建省厦门市湖里区江头街道的一个社区公园。江头公园地处厦门岛的地理中心，周围有厦门市的主要交通干道嘉禾路、仙岳路、吕岭路和台湾街，交通十分便利，公园旁建有五星级酒店喜来登等。
2014年2月，江头公园的湖上长满了海藻，影响美观，春节期间气温高、光照强，导致其大量生长，后经政府出面处理。